# Danilo Mondada
Danilo Mondada, né le 9 mars 1947 à Muralto (Tessin), est un architecte établi à Lausanne, en Suisse.

## Biographie
Après des études secondaires au Collegio Papio à Ascona (Tessin), Danilo Mondada obtient son diplôme d’architecte à l’École Polytechnique de Lausanne (EPFL), sous la direction du Pr Jean-Pierre Vouga, en 1972.
Il est d’abord collaborateur, puis associé du bureau d’architectes Plarel à Lausanne, où il travaille de 1972 à 1978.
Danilo Mondada ouvre son propre bureau en 1979 à Lausanne, qui devient Mondada-Frigerio-Dupraz en 2017.

### Activités professionnelles
L’architecte s’intéresse aux rapports entre l’histoire et la modernité, entre l’existant et le contemporain, sans y voir d’antagonisme, mais une complémentarité. Les matrices d’un lieu et d’un bâtiment portent en elles les signes à partir desquels peut être entrepris un nouveau projet d’architecture.
Cette philosophie se traduit dans de nombreux projets architecturaux : l’Opéra de Lausanne (salle et foyers / 1991), la Gare CFF (1997),,, et sa Halle des quais (2002),, l’extension du Musée de l’Hermitage (2002),, le centre d’archivage de la Fondation Sandoz (2001), l’Hôtel d’Angleterre (avec Christophe Amsler / 2002), la Maison Mère des diaconesses de Saint-Loup (vec Localarchitecture / 2008), le Château St. Maire (avec Christophe Amsler et Nicolas Delachaux / 2018),,,, le Café de l’Évêché (2011), le Théâtre du Jorat à Mézières (dès 2015), l’Église St. François (dès 2015), la Maison du Prieur, à Romainmôtier (dès 2019), la Collégiale de Neuchâtel (avec Christophe Amsler, Fabrice Agustoni et Mark Hubscher / 2005-2022) et les restaurations en cours du mur d’enceinte nord à Neuchâtel et de l’amphithéâtre romain d’Avenches (depuis 2022).
Ses interventions sur le patrimoine moderne des années 1950 et 1960 se concrétisent avec le siège d’Axa Assurances (1991),, le centre de formation Oriph à Pomy (1998), l’Hôpital de Lavaux à Cully (2007) ainsi que la garderie du Coteau à Pully (2011).
L’architecte compte aussi à son actif de nombreuses réalisations nouvelles telles que l’École de Pharmacie (Université de Lausanne, avec Patrick Giorgis / 1992),,, le Centre paroissial avec logements à Lausanne (2000), l’école de Pierrefleur (avec Localarchitecture / 2008), et la chapelle de Saint-Loup (avec Localarchitecture / 2009),.

## Activités associatives
- Président du Groupe des architectes de la SIA-Vaud : 1975-1980
- Président de la SIA-Vaud : 1981-82
- Membre du groupe spécialisé d’architecture de la SIA : 1990-1995
- Président de l’Association des archives de la construction moderne (EPFL) et membre du Conseil de fondation : 2001-2005
- Président de la Fondation d’Olcah pour la restauration de la Basilique Notre Dame de Lausanne : depuis 2017

## Distinctions
- Lauréat du Prix Ford « Nature et Paysage »,1989[27]
- Lauréat de la Distinction vaudoise d’Architecture, 1992[28]
- Participation à l’exposition « La Romandie existe », Zurich, 1998[29]
- Nomination aux Brunel Awards, Madrid, 1998
- Distinction aux Brunel Awards, Vienne, 2008[30]
- Prix Lignum (avec Localarchitecture), 2009[31]

## Portrait filmé
- Danilo Mondada : architecte humaniste [Enregistrement vidéo] : le 23 avril 2015 à Lausanne. Gilles Vuissoz ; Frédéric Capt, Association Plans-Fixes, 1968[32]